# Platygaster ruficornis
Platygaster ruficornis is een vliesvleugelig insect uit de familie van de Platygastridae. De wetenschappelijke naam van de soort is voor het eerst geldig gepubliceerd in 1805 door Latreille.